# Don (Anrede)
Don (spanisch/italienisch) und Dom (portugiesisch) ist eine höfliche, respektvolle Anrede (aus dem Lateinischen: dominus „Herr, Hausherr“), die auch als Titel verwendet wird; siehe auch Herr (Titel). Die weibliche Form ist Doña (spanisch), Donna (italienisch) und Dona (portugiesisch) (zu lateinisch domina „Herrin, Hausherrin“).

## Verwendung

### Verwendung im spanischen Sprachraum
In Spanien und im spanischen Sprachraum wird die Anrede don bzw. doña, abgekürzt D. bzw. Dña. oder D.ª, im schriftlichen und mündlichen Sprachgebrauch als formelle Anrede für Personen spanisch-adligen sowie bürgerlichen Standes verwendet und ist insoweit nicht an eine bestimmte Standesqualifikation geknüpft. Vorausgesetzt wird lediglich ein angesehener sozialer Rang. Ursprünglich war die Anrede als besonderer Titel dem König und der Königin vorbehalten, ging dann auch auf Adlige über und wurde schließlich durch allgemeinen Gebrauch zur ehrenden Anrede auch für Bürgerliche. Im Alltag werden häufig ältere Menschen oder besonders geehrte Familienoberhäupter, Geistliche oder einflussreiche Männer mit don angesprochen. 
Als Adelsprädikat steht Don/Doña (mit dem vorangestellten Ilustrísimo Señor/Ilustrísima Señora bzw. Excelentísimo Señor/Excelentísima Señora als titulo de dignidad) Inhabern von Adelstiteln als Namensbestandteil zu, während es gegenüber dem untitulierten Hidalgo-Adel, der bereits seit 1836 rechtlich keine Privilegien mehr genießt, nur noch als Höflichkeitsanrede wie gegenüber jedem anderen Bürger (aber abweichend zum Bürger mit dem vorangestellten Ilustre Señora/Ilustre Señora als titulo de dignidad) verwendet wird. Die Partikel don oder doña werden stets dem Vornamen vorangestellt, der bei Verwendung dieser Anrede niemals wegfallen darf, vergleichbar dem englischen Sir/Lady. Auch sehr hochgestellte Persönlichkeiten wie Präsidenten oder hohe Beamte sind mit dem Vornamen anzusprechen, wenn das Don vorangestellt wird. Durch Namen wie Don Quijote, Don Carlos oder Don Juan, die Titelgeber oder Hauptpersonen international verbreiteter literarischer und musikalischer Werke sind, ist die Anrede über den spanischen Sprachraum hinaus als Merkmal spanischer Namen bekannt. 
Verbreitet war die Anrede Don auch in Lateinamerika, wo sie in manchen Ländern auch heute noch ähnlich wie in Spanien benutzt wird, in anderen Ländern dagegen als Relikt der Kolonialzeit im 19. und 20. Jahrhundert verschwand und heute als aristokratisches Merkmal des europäischen Spanischen aufgefasst, teilweise auch explizit abgelehnt oder gemieden wird.

### Verwendung im portugiesischen Sprachraum
In Portugal ist die Anrede Dom wesentlich weniger verbreitet als das Pendant in Spanien. Ähnlich wie im spanischen Sprachraum ist die weibliche Form Dona geläufiger und wird oft gegenüber älteren Frauen verwendet. Die männliche Anrede Dom wird dagegen heute fast nur noch für Geistliche hohen Ranges wie Bischöfe oder Äbte benutzt sowie für hohe Adlige wie Dom Duarte Pio de Bragança.
In Brasilien wird die Anrede mit Dom ebenfalls als Namenszusatz für höhere Geistliche verwendet. So wurde der brasilianische Erzbischof Dom Hélder Câmara stets mit dieser Anrede benannt.
In Portugiesisch-Timor wurde die Anrede für die dortigen Kleinherrscher, die Liurais verwendet.

### Verwendung in Italien
In Italien stand die Anrede Don bzw. Donna nur bestimmten Angehörigen des italienischen Adels zu, von deren Nachfahren sie inoffiziell auch bis heute oft noch geführt wird. Nach Artikel 39 der Adelsordnung des Königreichs Italien (1861–1946) durften folgende Adlige von der Anrede Gebrauch machen: 
- Angehörige fürstlicher und herzoglicher Häuser,
- Angehörige der römischen Familien, die Marchesi di Baldacchino sind,
- Angehörige der sardischen Adelsfamilien, die mit der erblichen Ritterwürde ausgezeichnet sind,
- Angehörige der lombardischen Familien, deren Adel vor 1796 aufgrund der Adelsrevision von Maria Theresia anerkannt wurde oder die nachweisen können, vor 1714 den Adel mit dieser Titulatur besessen zu haben,
- Angehörige jener Familien, denen die Qualifikation Don/Donna im Königreich Italien eigens verliehen wurde.

Heute wird die Anrede Don außerdem noch für Geistliche (auch für gewöhnliche Priester) gebraucht. Wie im Spanischen wird die Anrede auch als Ehrentitel für Familienoberhäupter verwendet. In Süditalien, vor allem auf Sizilien, in Gebieten also, die unter spanischem Einfluss waren, ist die Anrede Don gegenüber Höhergestellten z. T. noch in Gebrauch. Populär bekannt wurde etwa der fiktive Don Corleone als Oberhaupt einer Mafiafamilie aus Mario Puzos Der Pate. Im religiösen Zusammenhang bekannt geworden ist der Titel u. a. durch den 1934 heiliggesprochenen Johannes Bosco (Don Bosco) oder die Romane Giovanni Guareschis über den fiktiven Priester Don Camillo.

### Verwendung in anderen Sprachen
Im Englischen und Französischen wird die Anrede Dom bis heute für Mönche, häufig Äbte oder Altäbte, verwendet.
Auch in Albanien wird mit Dom (gefolgt vom Vornamen) der Weltpriester angeredet; Ordenspriester werden mit At (ebenfalls gefolgt vom Vornamen) bezeichnet.